# Karl Molitor
Karl Molitor, född den 29 juni 1920 i Wengen, död 25 augusti 2014, var en schweizisk alpin skidåkare.
Molitor blev olympisk silvermedaljör i kombination vid vinterspelen 1948 i Sankt Moritz.